# أدريان أوكوان
أدريان أوكوان هو لاعب هوكي الجليد كندي، ولد في 3 يوليو 1973 في أوتاوا في كندا.

## وصلات خارجية
- أدريان أوكوان على موقع دوري الهوكي الوطني (الإنجليزية)
- أدريان أوكوان على موقع قاعة مشاهير الهوكي (لاعب أن.إتش.أل) (الإنجليزية)
- أدريان أوكوان على موقع EliteProspects.com (الإنجليزية)
- أدريان أوكوان على موقع HockeyDB.com (الإنجليزية)
- أدريان أوكوان على موقع Hockey-Reference.com (الإنجليزية)
- أدريان أوكوان على موقع اللجنة الأولمبية الدولية (الإنجليزية)
- أدريان أوكوان على موقع أوليمبيديا (الإنجليزية)
- أدريان أوكوان على موقع اللجنة الأولمبية الكندية (الإنجليزية)